# خاوه‌آ
خاوِآ (به اسپانیایی: Jávea) دهستانی در استان آلیکانتهٔ اسپانیا است.
در این دهستان ۳۲٬۴۶۹ نفر زندگی می‌کنند. مساحت این دهستان ۶۸٫۷۴ کیلومتر مربع است.